# Домашна работа
Домашната работа (наричана само домашно) представлява задачи и упражнения, които учителите дават на учениците за решаване у дома. В повечето случаи домашната работа е задължителна. Интересен факт, е че домашната работа е създадена през 1856 година от италиански учител с цел, наказване на учениците му.